# Sphaerotherium intermedium
Sphaerotherium intermedium är en mångfotingart som beskrevs av Porath 1872. Sphaerotherium intermedium ingår i släktet Sphaerotherium och familjen Sphaerotheriidae. Inga underarter finns listade i Catalogue of Life.